# Entrenadors de futbol del Futbol Club Barcelona

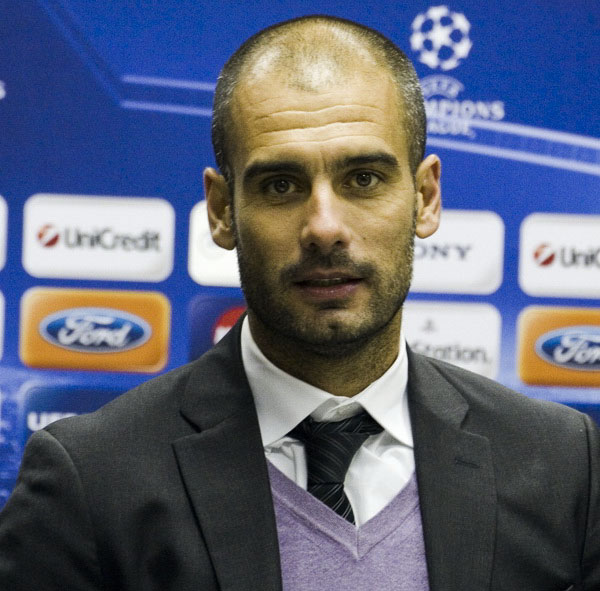
Josep Guardiola, amb 14 títols en 4 temporades, és l'entrenador més reeixit de la història del primer equip.

El Futbol Club Barcelona ha tingut un total de 67 entrenadors de futbol durant la seva història. El primer entrenador que va tenir fou l'anglès Miles Barron, que dirigí l'equip 19 partits el 1917. Fins aquell any el club no va tenir entrenador. Era pràctica habitual als equips de futbol que, fins a finals dels anys 1910, la plantilla fos confeccionada pel president i la junta directiva, o pels capitans dels equips que decidien les alineacions dels partits. Els entrenaments, que en aquella època eren minsos donada la no professionalitat de l'esport, solien autogestionar-los els mateixos jugadors.

## Cronologia dels entrenadors
El tècnic que més temporades ha estat al club va ser Johan Cruyff, que es va mantenir vuit anys consecutius en el càrrec, entre 1988 i 1996. Cruyff és, a més, l'entrenador que ha dirigit l'equip en més partits (602), i el segon que més títols ha aconseguit (11). El segon va ser l'anglès Jack Greenwell, que va dirigir a l'equip en 492 partits, en dos períodes diferents, entre 1917 i 1924, i entre 1931 i 1933. El tercer entrenador en nombre de partits dirigits és el neerlandès Rinus Michels, que va dirigir a l'equip en 361 en dues etapes: entre 1971 i 1975, i entre 1976 i 1978.
Pep Guardiola va passar a la història en la seva primera temporada com a entrenador del club (2008-2009), assolint el triplet (Copa del Rei, Lliga i Lliga de Campions), i posteriorment en el mateix any 2009 va guanyar tres títols més que van ser la Supercopa d'Espanya de futbol, la Supercopa d'Europa de futbol, i el Campionat del Món de Clubs de futbol. Pep Guardiola va aconseguir guanyar 14 títols de 19 possibles en els seves quatre temporades (de la 2008-09 a la 2011-12) a la banqueta del primer equip.
La següent relació detalla cronològicament tots els entrenadors que ha tingut el FC Barcelona. Entre parèntesis s'indica el nombre de partits que van dirigir el primer equip, i de títols que van guanyar.
- 1912-1912:  Billy Lambe[2]
- 1912-1912 :  Miles Barron[2]
- 1912-1913 :  Jack Alderson[2]
- 1913-1923:[3]  Jack Greenwell (371 partits, 6 títols)[2]
- 1923-1923:  Jesza Poszony[2]
- 1923-1924:  Alf Spouncer[2][4]
- 1924-1924:  Jesza Poszony (47 partits, 2 títols)[2]
- 1924-1925:  Ralph Kirby (39 partits, 2 títols)
- 1926-1926:  Jack Domby (55 partits, 2 títols)
- 1926-1929:  Romà Forns (70 partits, 3 títols)
- 1929-1931:  James Bellamy (81 partits, 2 títols)
- 1931-1933:  Jack Greenwell (71 partits, 1 títol)
- 1933-1934:  Jack Domby (38 partits)
- 1934-1934:  Ramón Zabalo[5] (8 partits)
- 1934-1935:  Franz Platko (37 partits, 1 títol)
- 1935-1940:[6]  Patrick O'Connell (63 partits, 2 títols)
- 1940-1941:  Josep Planas (62 partits)
- 1941-1942:  Ramon Guzman (15 partits)
- 1942[7]-1944:  Joan Josep Nogués (85 partits)
- 1944-1947:  Josep Samitier (89 partits)
- 1947-1950:  Enrique Fernández (81 partits)
- 1950-1950:  Ramon Llorens (11 partits)
- 1950-1954:  Ferdinand Daucik (150 partits)
- 1954-1955:  Sandro Puppo (34 partits)
- 1955-1956:  Franz Platko (36 partits)
- 1956-1958:  Domènec Balmanya (69 partits)
- 1958-1960:  Helenio Herrera (94 partits)
- 1960-1960:  Enric Rabassa (6 partits)
- 1960-1961:  Ljubisa Brocic (23 partits)
- 1961-1961:  Enrique Orizaola (25 partits)
- 1961-1961:  Lluís Miró (15 partits)
- 1961-1963:  Ladislau Kubala (51 partits)
- 1963-1963:  Josep Gonzalvo (24 partits)
- 1963-1964:  César Rodríguez (50 partits)
- 1964-1965:  Vicenç Sasot (36 partits)
- 1965-1967:  Roque Olsen (88 partits)
- 1967-1969:  Salvador Artigas (87 p)
- 1969-1970:  Josep Seguer (12 partits)
- 1970-1971:  Vic Buckingham (66 partits)
- 1971-1975:  Rinus Michels (169 partits)
- 1975-1976:  Hennes Weisweiler (40 partits)
- 1976-1976:  Laureano Ruiz (10 partits)
- 1976-1978:  Rinus Michels (95 partits)
- 1978-1979:  Lucien Müller (36 partits)
- 1979-1980:  Joaquim Rifé (40 partits)
- 1980-1980:  Helenio Herrera (13 partits)
- 1980-1980:  Ladislau Kubala (13 partits)
- 1980-1981:  Helenio Herrera (36 partits)
- 1981-1983:  Udo Lattek (80 partits, 1 títol)
- 1983-1983:  José Luis Romero Robledo (1 partits)
- 1983-1984:  César Luis Menotti (73 partits)
- 1984-1987:  Terry Venables (169 partits)
- 1987-1988:  Luis Aragonés (50 partits)
- 1988-1988:  Carles Rexach (2 partits)
- 1988-1996:  Johan Cruyff (430 partits)
- 1996-1996:  Carles Rexach (2 partits)
- 1996-1997:  Bobby Robson (60 partits)
- 1997-2000:  Louis van Gaal (170 partits)
- 2000-2001:  Llorenç Serra Ferrer (51 partits)
- 2001-2002:  Carles Rexach (66 partits)
- 2002-2003:  Louis van Gaal (30 partits)
- 2003-2003:  Jesús Antonio de la Cruz (2 partits)
- 2003-2003:  Radomir Antić (24 partits)
- 2003-2008:  Frank Rijkaard (273 partits)
- 2008-2012:  Pep Guardiola (247 partits)
- 2012-2013:  Francesc 'Tito' Vilanova (60 partits)
- 2013-2013:  Jordi Roura (20 partits)
- 2013-2014:  Gerardo Daniel 'Tata' Martino (59 partits)
- 2014-2017:  Luis Enrique Martínez (169 partits)
- 2017-2020:  Ernesto Valverde (146 partits)
- 2020-2020:  Quique Setién (25 partits)
- 2020-2021:  Ronald Koeman (75 partits)
- 2021-2021:  Sergi Barjuan (3 partits)
- 2021-2024:  Xavi Hernández
- 2024-actualitat:  Hansi Flick

## Nacionalitat dels entrenadors
Començant amb l'anglès Miles Barron, la majoria d'entrenadors que ha tingut el FC Barcelona han estat estrangers. Dels 53 entrenadors del club, tan sols 16 han estat catalans. Molts dels entrenadors del club havien estat prèviament exjugadors. Així, dels diversos entrenadors espanyols del club només cinc no havien estat abans jugadors: Enric Rabassa, Enrique Orizaola, Laureano Ruiz, Luis Aragonés i Llorenç Serra Ferrer.
- Catalunya 18: Romà Forns, Ramón Zabalo, Josep Planas, Ramon Guzman, Josep Samitier, Ramon Llorens, Domènec Balmanya, Enric Rabassa, Lluís Miró, Josep Gonzalvo, Salvador Artigas, Josep Seguer, Joaquim Rifé, Carles Rexach, Josep Guardiola, Francesc 'Tito' Vilanova, Jordi Roura, Sergi Barjuan i Xavi Hernández
- Illes Balears 1: Llorenç Serra Ferrer.
- Cantàbria 3: Enrique Orizaola, Laureano Ruiz i Quique Setién
- Castella i Lleó 2: César Rodríguez i Jesús Antonio de la Cruz.
- Comunitat de Madrid 2: José Luis Romero i Luis Aragonés.
- Aragó 2: José Nogués i Vicenç Sasot.
- Astúries 1: Luis Enrique Martínez.
- Extremadura 1: Ernesto Valverde.
- Anglaterra 10: Billy Lambe, Miles Barron, Jack Alderson, Jack Greenwell, Alf Spouncer, Ralph Kirby, James Bellamy, Vic Buckingham, Terry Venables i Bobby Robson.
- Països Baixos 5: Rinus Michels, Johan Cruyff, Louis van Gaal, Frank Rijkaard i Ronald Koeman.
- Argentina 4: Helenio Herrera, Roque Olsen, César Luis Menotti i Gerardo Martino.
- Hongria 3: Jesza Poszony, Franz Platko i Ladislao Kubala.
- Alemanya 3: Hennes Weisweiler, Udo Lattek i Hansi Flick.
- Sèrbia 2: Ljubisa Brocic i Radomir Antić.
- Àustria 1: Jack Domby
- Eslovàquia 1: Ferdinand Daucik
- França 1: Lucien Müller
- Irlanda 1: Patrick O'Connell
- Itàlia 1: Sandro Puppo.
- Uruguai 1: Enrique Fernández